# جيلتس هيل (باركشير)
جيلت`س هيل (باركشير) (بالإنجليزية: Jealott's Hill)‏ هي قرية تقع في المملكة المتحدة في جنوب شرق إنجلترا.